# Raillardella
Raillardella là một chi thực vật có hoa trong họ Cúc (Asteraceae).

## Loài
Chi Raillardella gồm các loài: